# 埔上镇
埔上镇，是中华人民共和国福建省南平市顺昌县下辖的一个乡镇级行政单位。

## 行政区划
埔上镇下辖以下地区：
万全社区、墩头村、关墩村、大布村、土丰村、河墩村、上元村、谢坑村、连坑村、埔上村、口前村、张墩村和坊上村。